# Tazenda
I Tazenda sono un gruppo etno-pop rock sardo composto da Gino Marielli, Gigi Camedda e Serena Carta Mantilla.
Formatosi in Sardegna nel 1988 ad opera di Camedda, Marielli e Andrea Parodi, tutti e tre provenienti dal gruppo Coro degli Angeli, è caratterizzato dal costante riferimento alla musica tradizionale della cultura isolana e alla lingua sarda. La maggior parte dei loro brani è cantata in lingua sarda logudorese, mentre i restanti in lingua italiana.
Il nome è ispirato al romanzo Seconda Fondazione di Isaac Asimov appartenente al Ciclo della Fondazione. Nel romanzo gioca un ruolo fondamentale il pianeta Tazenda (il cui nome deriva dalla locuzione inglese Star's End).

## Storia

### Dalla fondazione all'uscita di Parodi (1988-1997)

La formazione storica dei Tazenda nel video di Mamoiada: da sinistra Andrea Parodi, Gigi Camedda e Gino Marielli

Parodi, Camedda e Marielli facevano già parte di un altro gruppo, il Coro degli Angeli, fondato nel 1978. A fine estate 1987, malumori interni fanno sì che Andrea Parodi lasci il gruppo. Una telefonata di Mogol, che vorrebbe un trio di coristi da far da sottofondo musicale nei ristoranti per la nazionale cantanti, dà il pretesto per la nascita della band, giacché i tre accettano la proposta e pongono le basi per la loro nuova avventura.
Il primo album, Tazenda (1988), presenta già le caratteristiche tipiche del trio: la mescolanza tra i suoni "moderni" di tastiere e chitarra elettrica con quelli tipici della Sardegna (launeddas, tenores, fisarmoniche diatoniche), le armonie vocali e la voce potente di Parodi. All'attenzione delle radio si impone il brano Carrasecare ("carnevale"), che fu presentato durante la trasmissione Rai Gran Premio, condotta da Pippo Baudo. La presenza di un canto popolare sardo (in questo album è No potho reposare, scritto da Salvatore Sini negli anni venti) sarà una costante di ogni loro lavoro.
Diventano poi famosi presso il grande pubblico a seguito della partecipazione al Festival di Sanremo 1991, con la versione italiana della loro Disamparados, presentata con Pierangelo Bertoli, che ne cura la riscrittura intitolandola Spunta la luna dal monte, dopo che si era rivolto proprio al gruppo sardo chiedendo loro una canzone da riadattare. Nella versione a quattro voci si fondono dunque la sezione in italiano con quella originale, poi vincitrice della Targa Tenco. Pur non essendo nota l'intera classifica finale del Festival (limitata, in tale edizione, alle prime posizioni), l'esecuzione della serata finale ottiene un'ovazione del pubblico presente al Teatro Ariston, con chiamata degli artisti sul palco, privilegio piuttosto raro nella manifestazione sanremese, che in quella edizione è stato condiviso dalla performance di Renato Zero.
In quello stesso anno è pubblicato l'album Murales, che vende più di 200.000 copie. Con alcune canzoni come Mamoiada, Nanneddu meu (tratta dalla poesia A Nanni Sulis di Peppino Mereu) e la stessa Disamparados, vincono l'edizione del Cantagiro, in abbinamento con Paola Turci, vincendo anche il disco d'oro.
L'anno successivo partecipano nuovamente al Festival di Sanremo, presentando Pitzinnos in sa gherra, brano scritto con la collaborazione di Fabrizio De André, autore dei versi finali in italiano. La canzone si classifica all'ottavo posto dopo avere ottenuto l'accesso alla serata finale (essendo in tale anno prevista l'eliminazione anche per i cantanti cosiddetti "Big")..
Nello stesso anno pubblicano l'album Limba che contiene, fra le altre canzoni, Preghiera semplice, forse la loro canzone più riuscita nonché uno dei loro migliori successi, con la quale parteciparono al Festivalbar, e 'Etta abba chelu, eseguita insieme a Fabrizio De André che canta un verso.
È del 1993 il singolo Il popolo rock, che anticipa l'uscita dell'album omonimo, il primo dal vivo.
Nel 1994 col brano La compagnia partecipano all'album collettivo di reinterpretazioni di canzoni di Lucio Battisti Innocenti evasioni 2.
La lista delle loro collaborazioni negli anni è di grande rilevanza: tra gli altri, Gianni Morandi con il Coro degli Angeli, i Simple Minds, Fabrizio De André, Pierangelo Bertoli, Mauro Pagani, Paola Turci, gil Inti-Illimani, Maria Carta, Nomadi, Eros Ramazzotti, Francesco Renga, e i Modà.
In questo periodo, oltre che in Italia, si esibiscono anche negli Stati Uniti, in Canada, Australia, Germania, Inghilterra, Svizzera, Belgio, Slovenia e a Cuba.
Nel 1995 esce un altro album: Fortza paris, in cui, a differenza dei precedenti, i brani sono equamente distribuiti tra lingua italiana e lingua sarda.
Nel 1997 è pubblicata la prima raccolta ufficiale dei Tazenda dal nome Il Sole di Tazenda, contenente anche tre brani inediti. Questo sarà l'ultimo album con Andrea Parodi alla voce: nello stesso anno, infatti, egli esce dal gruppo intraprendendo una buona carriera da solista.

### Il gruppo come duo (1998-2005)
Gino Marielli e Gigi Camedda decidono di proseguire con l'esperienza del gruppo anche dopo l'uscita di Andrea Parodi, e nel 1998 incidono Sardinia. Il disco contiene, fra le altre, la canzone "S'istrumpa", il cui videoclip è girato in parte nella palestra di Ollolai. Nel 2001 incidono un live in presa diretta dal nome di Bios - Live in Ziqqurat, nel quale, per colmare l'assenza di Parodi, si avvalgono della collaborazione della giovane cantante algherese Claudia Crabuzza.
Nel 2003 viene pubblicato un singolo dal titolo Bandidos, seguito nel 2005 dall'album ¡¡¡Bum-ba!!!, contenente undici brani inediti di genere prettamente latino-americano e cantato per gran parte in spagnolo, novità assoluta per i Tazenda. Durante questo periodo si avvalsero della collaborazione di un giovane cantante sardo di nome GianMario Masu, selezionato dopo un concorso fra giovani voci della Sardegna (durante questo periodo fu preso in considerazione anche Beppe Dettori ma, poiché egli in quel periodo viveva a Milano, non si concretizzò la sua partecipazione).

### Il breve ritorno di Parodi (2006)
Nel 2006 Andrea Parodi inizia a collaborare di nuovo con i suoi vecchi compagni in alcuni concerti basati sull'esecuzione del vecchio repertorio, e partecipa alla registrazione di due nuovi brani, E sarà Natale (già presente in ¡¡¡Bum-ba!!!, in cui ora si aggiunge la voce di Parodi) e Armentos (canzone cantata spesso da Andrea Parodi nel suo periodo solista), entrambi contenuti in Reunion, nuovo album dal vivo inciso all'Anfiteatro romano di Cagliari.
Il 17 ottobre 2006, a Cagliari, Andrea Parodi muore, all'età di soli 51 anni, a causa del tumore diagnosticatogli un anno prima.

### La riaffermazione con Beppe Dettori (2006-2012)
Nel novembre 2006 vi è l'ingresso del nuovo cantante, Beppe Dettori, solista già esperto di musica sarda. Il suo ingresso nel gruppo corrisponde ad una nuova fase creativa, dopo la scomparsa dello storico cantante Andrea Parodi.
Il 30 maggio 2007 i Tazenda pubblicano l'album Vida. Pubblicato da Radiorama, il disco contiene sette brani inediti più alcuni pezzi storici e si caratterizza per il ritorno al vecchio suono del gruppo. Il singolo Domo mia (dedicato a Parodi), scritto in collaborazione con Eros Ramazzotti, ha anticipato l'uscita del disco. Da notare soprattutto la nuova versione di No potho reposare nella quale è stato ricreato un duetto virtuale fra Beppe Dettori e lo storico cantante Andrea Parodi, riproducendo alcuni versi da quest'ultimo incisi quando già era colpito dalla malattia. All'interno è anche presente una dedica da parte di Gigi Camedda all'ex compagno scomparso. L'album è stato certificato disco di platino in Italia per le oltre 100.000 copie vendute.
Il 23 maggio 2008 viene pubblicato l'album Madre Terra, titolo dell'omonimo singolo uscito in radio che vede la collaborazione di Francesco Renga.
Il 20 febbraio 2009 i Tazenda partecipano al 59º Festival di Sanremo come ospiti, accompagnando sul palco Marco Carta in una rivisitazione parzialmente in lingua sarda del suo brano La forza mia che ha successivamente vinto il festival.
L'8 maggio 2009 esce il singolo Piove luce in duetto con Gianluca Grignani, che funge da apripista al nuovo album Il nostro canto - Live in Sardinia, pubblicato a giugno dello stesso anno e che, oltre a contenere la nuova canzone con Grignani e altri inediti (fra i quali la rivisitazione in sardo di La forza mia di Marco Carta, ivi chiamata appunto Sa fortza mea), presenta brani suonati dal vivo durante la recente tournée in Sardegna della band. Il live (il primo con alla voce Beppe Dettori) è seguito due anni dopo da un altro album dal vivo, intitolato Desvelos tour e pubblicato in formato CD+DVD.
Nel 2012 viene pubblicato il nono album inciso in studio, intitolato Ottantotto. Verso la fine dello stesso anno, a causa di incomprensioni nate dalla diversità di vedute riguardo alla scelta musicale intrapresa dal gruppo, Beppe Dettori lascia i Tazenda. I restanti membri Gino Marielli e Gigi Camedda annunciano successivamente sul loro sito la ricerca di un nuovo cantante che abbia rigorosamente due caratteristiche: voce tenorile e origini sarde.

### L'entrata di Nicola Nite (2013-2025)

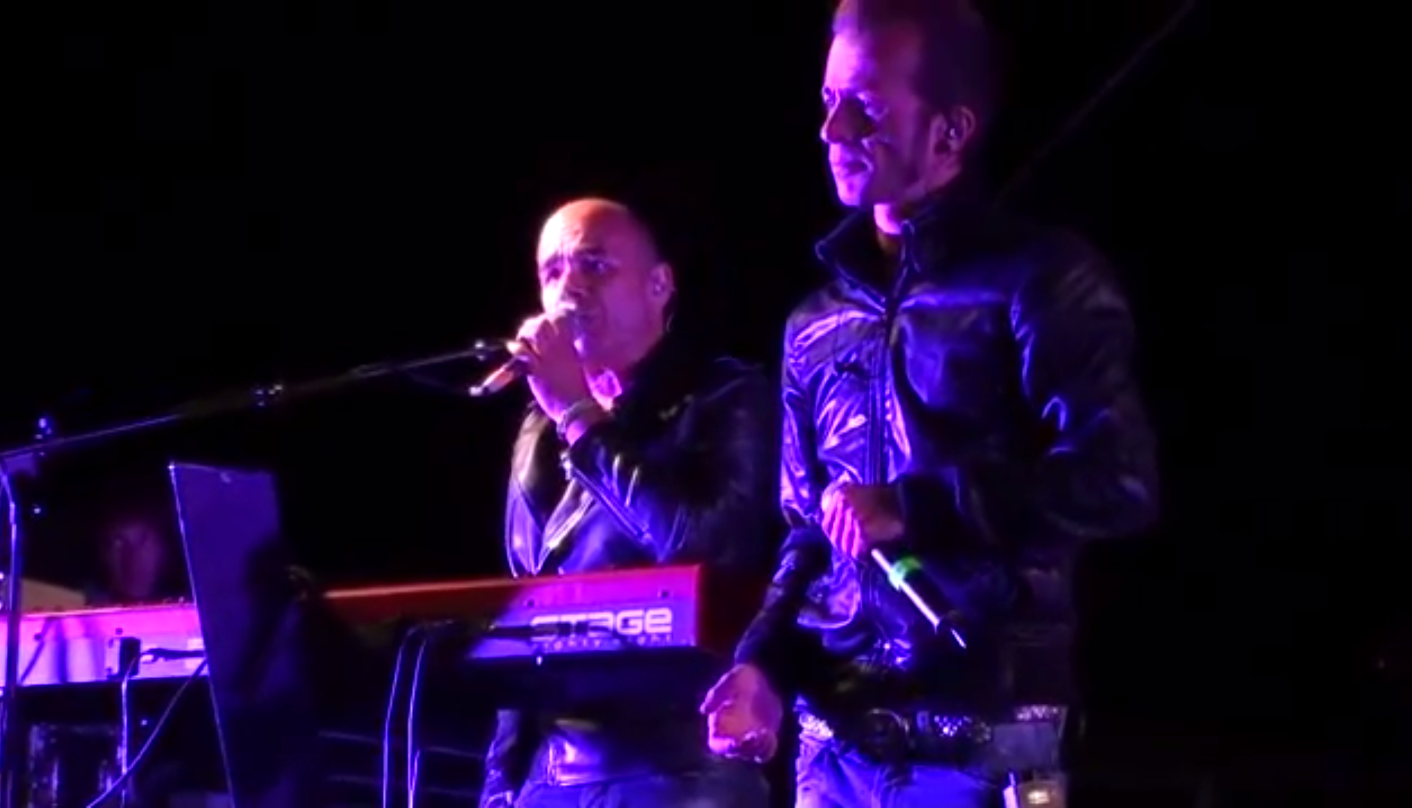
I Tazenda ad Arbus nell'agosto 2014 con il cantante Nicola Nite

Nel marzo 2013 i Tazenda annunciano l'ingresso di Nicola Nite di Alghero alla voce, dopo una selezione online tramite il loro sito. Altra novità importante rappresenta la nuova collaborazione con Mogol (che ha già collaborato con Gino e Gigi ai tempi del Coro degli Angeli) e l'annuncio consequenziale che i prossimi lavori avranno come lingua predominante l'italiano, segnando un punto di netta discontinuità col loro passato storico.
La prima pubblicazione ufficiale con il nuovo cantante avviene a novembre 2013, quando viene pubblicato il singolo Il respiro del silenzio, realizzato in duetto con il cantante dei Modà Kekko Silvestre e scritto insieme a Mogol.. Collaborano nuovamente con i Modà con il brano Cuore e vento, brano dedicato alla Sardegna e pubblicato nella nuova edizione di Gioia, quinto album dei Modà. Anche quest'ultimo brano verrà pubblicato come singolo nell'agosto 2014.
Successivamente lavorano con Bianca Atzei a una nuova reinterpretazione di No potho reposare (già registrata in passato dai Tazenda), inclusa nel suo album di debutto del 2015. Nello stesso anno esce il primo album con Nite, Il respiro live, contenente le esibizioni dal vivo dei loro più celebri brani eseguiti con il nuovo cantante e il singolo inedito Amore nou.
Il 14 ottobre 2016, in occasione dei 30 anni di carriera, il gruppo pubblica una nuova raccolta di brani, dal titolo S'istoria, attraverso l'etichetta Sony. Nel marzo 2018 lanciano il progetto Dentro le parole, una serie di concerti acustici per i principali teatri sardi, pubblicando anche un omonimo singolo.
Il 5 maggio 2020 pubblicano il video ufficiale della canzone A nos bier. Il 19 dicembre 2020, i Tazenda danno il loro primo concerto in streaming, chiamato Tentazioni di Natale, all'Università di Sassari, ove assistono 140.000 persone online.
A marzo 2021 esce il loro nuovo album di inediti, Antìstasis, il primo con Nicola Nite alla voce. Il 26 marzo 2021, per la presentazione del disco, i Tazenda eseguono un concerto in streaming all'ex carcere di San Sebastiano a Sassari.
Nell'aprile 2021, insieme a Renato Cubo, scrivono l'inno della Dinamo Sassari, cantato da Baz.
Nel 2023 tengono un breve tour in Europa: il 1º giugno si esibiscono a Charleroi in Belgio, in occasione del festival "Il weekend italiano" organizzato in collaborazione con il circolo Quattro Mori Charleroi; il 3 giugno si esibiscono al Musikhof di Wolfsburg, in Germania, spettacolo organizzato dal circolo dei sardi intitolato a Grazia Deledda; il 4 giugno si esibiscono a Tilburg, nei Paesi Bassi.

### La nuova voce femminile, Serena Carta Mantilla (2025-presente)
Il 15 gennaio 2025, dopo 12 anni, viene annunciato l’addio di Nicola Nite al gruppo per motivi personali. Il nome del sostituto viene annunciato il 6 marzo seguente: si tratta di Serena Carta Mantilla, cantante originaria di Olmedo che in passato ha calcato palchi importanti accanto a Mario Biondi e Renato Zero.

## Stile musicale
Il genere dei Tazenda è definito come "etno-pop-rock"; la sua caratteristica infatti consiste nello spaziare fra il pop, il rock e la musica etnica, con la fortissima e predominante influenza della musica sarda. Spesso nelle loro canzoni sono presenti strumenti musicali tipicamente sardi, come le launeddas e gli organetti.
A livello vocale, altra influenza della musica sarda, vi sono tre voci di tre tonalità differenti: un tenore, un baritono e un basso che spesso si mescolano e generano un canto a tenore. La voce di basso è quella di Gigi Camedda, il baritono è Gino Marielli e il tenore è stato Andrea Parodi prima e Beppe Dettori poi.
La lingua predominante è quella sarda, in variante logudorese, essendo loro provenienti dalla parte nord della Sardegna. Nei primi album la lingua sarda era esclusiva, ma successivamente, anche a seguito del successo nazionale, i Tazenda hanno cominciato ad inserire nei propri album anche brani in italiano. Questo è stato uno dei motivi iniziali per cui Andrea Parodi lasciò il gruppo nel 1997 proseguendo per una carriera solista più legata alla musica tradizionale, in considerazione del fatto che i Tazenda si erano indirizzati verso un genere più pop. Costituisce un caso particolare invece l'album ¡¡¡Bum-ba!!!, nel quale i Tazenda cantano anche in spagnolo. Dall'album Ottantotto il gruppo si è definitivamente spostato su sonorità più pop e meno sperimentali, introducendo anche l'uso di sintetizzatori e tastiere ma mantenendo comunque la caratteristica del canto sia in lingua italiana che in quella sarda, aggiungendo anche alcune parti in inglese.

## Partecipazioni al Festival di Sanremo

### Interprete e autore
| Edizione                 | Artista                      | Brano                    | Autore                    | Categoria | Posizione |
| ------------------------ | ---------------------------- | ------------------------ | ------------------------- | --------- | --------- |
| Festival di Sanremo 1991 | Tazenda & Pierangelo Bertoli | Spunta la Luna dal monte | L. Marielli e P. Bertoli  | Campioni  | 5         |
| Festival di Sanremo 1992 | Tazenda                      | Pitzinnos in sa gherra   | L. Marielli e F. De André | Campioni  | 8         |

### Ospiti
| Edizione                 | Artista               | Brano        | Autore   |
| ------------------------ | --------------------- | ------------ | -------- |
| Festival di Sanremo 2009 | Tazenda & Marco Carta | La forza mia | P. Carta |

## Libri
- ISBN-10: A000038758, Le mie canzoni per i Tazenda, Sassari, Gino Marielli, 2006.[38][39]

## Formazione

### Formazione attuale
- Gino Marielli – chitarra solista, cori (1988-presente).
- Gigi Camedda – tastiera, voce secondaria (1988-presente).
- Serena Carta Mantilla – voce (2025-presente)

### Ex componenti
- Andrea Parodi – voce (1988-1997, 2005-2006).
- Beppe Dettori – voce, chitarra acustica (2006-2012).
- Nicola Nite – voce, chitarra ritmica, chitarra acustica (2013-2025).

### Turnisti
- Massimo Cossu – chitarra ritmica,  (1993-1995, 2005, 2008-2010-presente).
- Massimo Canu - basso (2010 - presente)
- Marco Garau – batteria (2008-2018).
- Marco Camedda – tastiera (2004-2021).
- Luca Folino - batteria (2019-presente).
- Claudio Golinelli – basso (1988-1992).
- Fabrizio Guelpa – batteria, percussioni (1988-1995), (1997-2001).
- Roberto Valentini – basso (1992-1996).
- Claudia Crabuzza – voce (2000-2002).
- Gian Mario Masu – voce (2005).
- Alessandro Canu – batteria (2005-2006).
- Cristiano Caria – basso (2005-2006).
- Gianluca Corona – chitarra ritmica (2005-2007).
- Giovanni Pinna – basso (2007-2009).
- Marcello Bossi – batteria (2007-2008).

## Discografia

### Album in studio
- 1988 – Tazenda
- 1991 – Murales
- 1992 – Limba
- 1995 – Fortza paris
- 1998 – Sardinia
- 2005 – ¡¡¡Bum-ba!!!
- 2007 – Vida
- 2008 – Madre Terra
- 2012 – Ottantotto
- 2021 – Antìstasis

## Collaborazioni
- Pierangelo Bertoli in Spunta la Luna dal monte dell'album Murales (1991).
- Fabrizio De André in Pitzinnos in sa gherra (solo nella scrittura) e 'Etta abba, chelu dell'album Limba (1992).
- Nomadi in canzone di un bambino nel vento (Auschwitz) Live (1993).
- Maria Carta in Sa dansa dell'album Il popolo rock (1993).
- Eros Ramazzotti in Domo mia dell'album Vida (2007).
- Francesco Renga in Madre Terra dell'omonimo album (2008).
- Gianluca Grignani in Piove luce dell'album Il nostro canto - Live in Sardinia (2009).
- Marco Carta in Sa fortza mea dell'album Il nostro canto - Live in Sardinia (2009).
- Kekko Silvestre in Il respiro del silenzio (2013).
- Modà in Cuore e vento dell'album Gioia... non è mai abbastanza! (2013).
- Bianca Atzei in No potho reposare (2015).

## Riconoscimenti
- 1991 – 5º posto al Festival di Sanremo con Spunta la luna dal monte insieme a Pierangelo Bertoli.
- 1991 – Vincitori dell'edizione del Cantagiro, in abbinamento con Paola Turci.
- 1991 - Disco d'oro con l'album Murales.
- 1992 – 8º posto al Festival di Sanremo con Pitzinnos in sa gherra.
- 1992 – Miglior Gruppo a Vota la Voce con Preghiera semplice.
- 1992 – Partecipazione al Festivalbar con Preghiera semplice e Etta abba chelu.
- 2007 - Disco di Platino in Italia con l'album Vida.
- 2007 – Premio Maria Carta.
- 2014 – Premio Sardegna Live "Il Sardo dell'anno".